# 孝靖皇太后
孝靖皇太后（1565年2月27日—1611年10月18日），王氏，名不詳，明神宗朱翊钧之皇貴妃，明光宗朱常洛生母。

## 生平
王氏生於世宗嘉靖四十四年正月二十七日。神宗萬曆六年二月初二日（1578年3月10日），王氏因美貌，選入後宮，为慈宁宫慈聖皇太后的宫人。三年后，被偶路過慈寧宮、年少的明神宗臨幸，王氏遂有孕。事後神宗不以為意，試圖隱瞞、忘卻，但太后發覺王氏有妊，詢問神宗，神宗卻顧左右而言他，太后便取來內官的起居注，證實王氏有妊，神宗因而在万历十年六月十六日（1582年7月5日）晉封王氏為恭妃。同年八月，王恭妃生下皇長子朱常洛，是為日後的明光宗。
万历十二年（1584年），王恭妃生下一女云梦公主，但神宗對她始終沒有太多感情，日后也显示出神宗對王恭妃相當反感。也因此當受寵的郑贵妃生下皇三子朱常洵而晉封皇貴妃時，生下皇長子的恭妃反而未进封。随后开始长达十余年的國本之爭。
万历二十九年，神宗在群臣壓力下，册立皇长子朱常洛为皇太子，移居慈庆宫，恭妃仍未进封，且从此和太子不得相见。万历三十四年，朱常洛的妾侍王氏生下皇长孙朱由校（日後的明熹宗），神宗為表慶祝，为李太后加尊号，又进封王恭妃为皇貴妃，赐金册金宝，但始終將其屏居於景陽宮，也隔絕皇太子朱常洛與其生母王皇貴妃。万历三十九年九月十三日（1611年10月18日），王皇貴妃病篤，皇太子朱常洛聞言急往景陽宮探視，見景陽宮門深鎖，於是破壞門鎖入內探視。當時王皇貴妃已雙眼失明，於是以手代眼，拉著朱常洛的衣角：「兒長大如此，我死何恨！」言畢王皇貴妃便與世長辭。《酌中志》则记载为王恭妃病重时太子每日从苍震门入内问安；《先拨志始》更记载王恭妃察觉到郑贵妃家人偷听，提醒太子，结果母子俩直到王恭妃去世也没有说话。天启朝时，御史溫皐謨曾弹劾郑贵妃侄子郑养性，摧残王恭妃“至饮恨而不得一诀”:48。
關於王恭妃的葬儀，大学士叶向高曰：「皇太子母妃薨，礼宜从厚。」不报。复请，乃得允。谥曰温肃端靖纯懿皇贵妃，万历四十年七月十七日葬天寿山。四十一年六月，神宗下旨给王恭妃坟户三十名，园地二十五顷，以供香火。
朱常洛即位為明光宗後，下旨：「朕嗣承基绪，抚临万方，溯厥庆源，则我生母温肃端靖纯懿皇贵妃恩莫大焉。朕昔在青宫，莫亲温凊，今居禁闼，徒痛桮棬，欲伸罔极之深悰，惟有肇称乎殷礼。其准皇祖穆宗皇帝尊生母荣淑康妃故事，礼部详议以闻。」但不久光宗暴崩，待明熹宗即位，方正式上尊谥孝靖温懿敬让贞慈参天胤圣皇太后，並迁葬定陵，神主奉祀於奉慈殿。王太后之父王朝寀，加封永宁伯。

## 子女
- 明光宗朱常洛（皇長子）
- 雲夢公主朱轩嫄（皇四女）

## 墓志
1956年，中国考古队发掘了明神宗的明定陵，出土了王氏的墓志。

大明温肃端静纯懿皇贵妃王氏圹志

　　妃姓王氏，宣府都司左卫籍。父朝寀，原任锦衣卫百户，赠明威将军指挥佥事。母葛氏，封太恭人，生妃于嘉靖四十四年正月二十七日寅时，于万历六年二月初二选进
　　内庭。万历十年六月十六日册封为恭妃。八月十一日诞生
　　皇太子，
　　上大悦，
　　诏告天下，播闻四夷。万历三十三年十一月十四日，
　　皇元孙生。
　　上益大悦，仍
　　诏告天下，播闻四夷。万历三十四年四月二十日进封为皇贵妃。万历三十九年九月十三日酉时薨逝，距所生四十有七岁。
　　惟妃毓秀德门，早膺国选，贰备柔嘉之德，久端宫壼之仪，首诞元良，克赞内治，圣明眷注卓越等。夷其薨也，
　　上甚哀悼，辍朝，赐谥，谕祭。自慈圣皇太后以下咸致祭焉。以四十年七月十七日卜葬于东井左吉之原。夫生死有常，侈短在数，惟淑德芳声则历世不朽，所谓不待生而存，不随死而亡者也。妃贤著椒涂，誉流兰掖，蒙眷于圣主，诞毓乎震英，肇启多孙，用延繁祉。懿谥既彰于玉册，休嘉永庇乎金枝。然则为妃也者，其亦无愧于穹壤矣乎，儒臣奉命作志，纳之玄扃，后千万祀尚亦有徵哉。

## 身後之事
1955年10月4日，郭沫若、沈雁冰、吴晗、邓拓、范文澜、张苏等人联名提交《关于发掘明长陵的请示报告》给国务院秘书长习仲勋。报告转给主管文化工作的国务院副总理陈毅，并呈报国务院总理周恩来。文化部文物局局长郑振铎、中国科学院考古研究所副所长夏鼐得知后认为条件不成熟，强烈反对贸然发掘，高层形成一场争论。周恩来向毛泽东作了汇报，毛泽东点头后，周恩来批下“原则同意”四字。长陵发掘委员会委员夏鼐负责发掘的技术指导，便让其学生赵其昌（后任首都博物馆馆长）做前期调研。赵其昌带探工在长陵未找到发掘线索。在向夏鼐、吴晗等人汇报后，经商讨决定先试掘献陵，积累经验再发掘长陵。后来吴晗和夏鼐认为试掘献陵对长陵的发掘参考价值不大，吴晗提议试掘永陵，遭夏鼐强烈反对，认为这与发掘长陵无异；试掘思陵，吴晗认为太小，是妃子墓改建。此后吴晗和夏鼐才想到定陵。杨仕、岳南合著的《定陵地下玄宫洞开记》认为，吴晗和夏鼐想到定陵的原因有二，“第一，定陵是十三陵中营建年代较晚的一个，地面建筑保存得比较完整，将来修复起来也容易些。第二，万历是明朝统治时间最长的一个，做了48年皇帝，可能史料会多一些。” 定陵的開挖始末，《風雪定陵》一書有詳細的介紹。
1956年5月开始试掘，历时一年试掘成功，1957年打开玄宫。其玄宫由前室、中室、后室、左配室、右配室组成，石条起券，前室前面有隧道券，总面积1195平方米，出土文物3000多件。1959年9月30日，就定陵原址建为“定陵博物馆”，郭沫若题写馆名。1959年10月1日正式对外开放。由于技术水平落后，出土的大批文物无法保存，发掘出土的丝织品变硬腐化。郑振铎、夏鼐为此上书国务院，请求立即停止再批准发掘帝王陵墓的申请，国务院总理周恩来同意了他们的意见。不主动发掘帝王陵墓自此成为中国考古界的定规。
1966年文化大革命爆发后，定陵遭到嚴重破壞，保存在定陵文物仓库中的萬曆帝、后的屍骨被紅衛兵以「打倒地主階級的頭子萬曆」的口號被揪出。1966年8月24日，萬曆帝、后的三具尸骨以及一箱帝后画像、资料照片等被抬到定陵博物馆重门前的广场上被受批斗并焚毁。

## 延伸阅读
[在维基数据编辑]
 《明史卷一百一十四》，出自《明史》